# 즈시역
즈시역(일본어: 逗子駅、ずしえき)은 일본 가나가와현 즈시시에 있는 철도역이다. 동일본 여객철도 요코스카 선이 지나가며, 요코스카 선으로 직결 운행하는 쇼난 신주쿠 라인 열차들의 시종착역이다. 일본화물철도도 화물 적하장을 운영하고 있다.
또 대부분의 요코스카 선 열차가 이 곳에서 시종착하며, 라이너 열차들의 시종착역이기도 하다. 한편 병결해 운행하는 요코스카 선 열차들은 즈시 역에서 한쪽 편성을 분리하고 구리하마역까지 운행하기도 한다.

## 역 구조
지상역으로, 승강장은 단식 1면 1선과 섬식 1면 2선이 있다. 오전 7시부터 오후 8시까지 초록 창구를 영업하며, 자동 개찰기에서 스이카 및 제휴 교통카드의 사용이 가능하다. 역 구내에는 요코하마 은행 지점과 즈시 경찰서 파출소가 있다.

### 승강장
| 1   | ■ 요코스카 선 (소부 쾌속선에 직결 운행)        | 가마쿠라 · 요코하마 · 시나가와 · 도쿄 · 지바 · 나리타 공항 · 가시마진구 방면                    |
| 1   | ■ 쇼난 신주쿠 라인                             | 요코하마 · 시부야 · 신주쿠 · 오미야 방면                                                        |
| 2·3 | ■ 요코스카 선 (소부 쾌속선에 직결 운행)        | 가마쿠라 · 요코하마 · 시나가와 · 도쿄 · 지바 · 나리타 공항 · 가시마진구 방면 (일부 열차만 사용) |
| 2·3 | ■ 쇼난 신주쿠 라인 (우쓰노미야 선에 직결 운행) | 요코하마 · 시부야 · 신주쿠 · 오미야 방면                                                        |
| 2·3 | ■ 요코스카 선                                  | 요코스카 · 구리하마 방면                                                                        |

## 역세권 정보
- 즈시시청사, 즈시 경찰서, 즈시 우체국
- 게이힌 급행 전철 즈시 선 즈시·하야마 역 - 걸어서 5분 거리에 있다.
- 종합차량제작소[2]
- 사가미 만 (태평양)
- 국도 제134호선

## 역사
- 1889년 6월 16일 - 일본국유철도 (당시 이름은 관설철도)의 역으로 개업하였다.
- 1987년 4월 1일 - 민영화에 따라 동일본 여객철도의 소속이 되었다.
- 2001년 11월 18일 - 스이카의 사용이 가능해졌다.
- 2001년 12월 1일 - 쇼난 신주쿠 라인 열차들이 직결 운행하기 시작했다.

## 인접역
| 동일본 여객철도 요코스카 선    | 동일본 여객철도 요코스카 선 | 동일본 여객철도 요코스카 선    |
| ------------------------------ | --------------------------- | ------------------------------ |
| JO 07 가마쿠라 도쿄 방면       | ■ 보통                      | JO 05 히가시즈시 구리하마 방면 |
| JS 07 가마쿠라 우쓰노미야 방면 | ■쇼난 신주쿠 라인 (보통)    | (시종착역)                     |